# شرفویه
شرفویه، روستایی در دهستان بنارویه بخش بنارویه شهرستان لارستان در استان فارس ایران است.

## اطلاعات عمومی
شرفویه در ۱۵ کیلومتری بنارویه و در حدود ۲۷۰ کیلومتری شیراز (استان فارس) واقع شده است - فاصله شرفویه تا لارستان ۷۰ کیلومتر می‌باشد، شغل اصلی اهالی این روستا کشاورزی و دامداری است و بیشتر اهالی مردم خلیج رو می‌باشند، کشت عمده کشاورزی گندم و پنبه می‌باشد که در این زمینه قطب کشاورزی شهرستان لارستان محسوب می‌شود.

## وضعیت آب و هوایی
وضعیت آب و هوایی این منطقه بدین شکل است: تابستان‌های خشک همراه با بارش پراکنده و زمستانی تقریباً سرد و خشک با بارش باران متوسط. آب و هوای بهاری این منطقه، نسبتاً گرم است.

## اماکن دیدنی
- قلعه دهرا
- قلعه اسماعیلیه
- کاروانسرای عباسی
- قنات دهرا
- قنات دهنو
- امامزاده شاه فضل لله
- امامزاده شاه جبرائیل
- امامزاده شاه نظام الدین
- سد خاکی شرفویه

## جمعیت
بر پایه سرشماری عمومی نفوس و مسکن در سال ۱۳۹۵، جمعیت این روستا برابر با ۲٬۳۴۵ نفر (۷۲۷ خانوار) بوده است.